# Cryptothele
Cryptothele Th. Fr. (skrytek) – rodzaj grzybów z rodziny Lichinaceae. Ze względu na współżycie z glonami zaliczany jest do grupy porostów. W Polsce występuje jeden gatunek.

## Systematyka i nazewnictwo
Pozycja w klasyfikacji według Index Fungorum: Lichinaceae, Lichinales, Incertae sedis, Lichinomycetes, Pezizomycotina, Ascomycota, Fungi.
Synonimy nazwy naukowej: Cryptotheliomyces Cif. & Tomas., Malmgrenia Vain., in Räsänen, Pyrenopsidium (Nyl.) Forssell.
Nazwa polska według W. Fałtynowicza.

## Niektóre gatunki
- Cryptothele granuliforme (Nyl.) Henssen 1984
- Cryptothele permiscens (Nyl.) Th. Fr. 1866
- Cryptothele rhodosticta (Taylor) Henssen 1990 – skrytek mały

Nazwy naukowe na podstawie Index Fungorum. Uwzględniono tylko taksony zweryfikowane. Nazwa polska według checklist W. Fałtynowicza.